# Viby Sogn (Kerteminde Kommune)

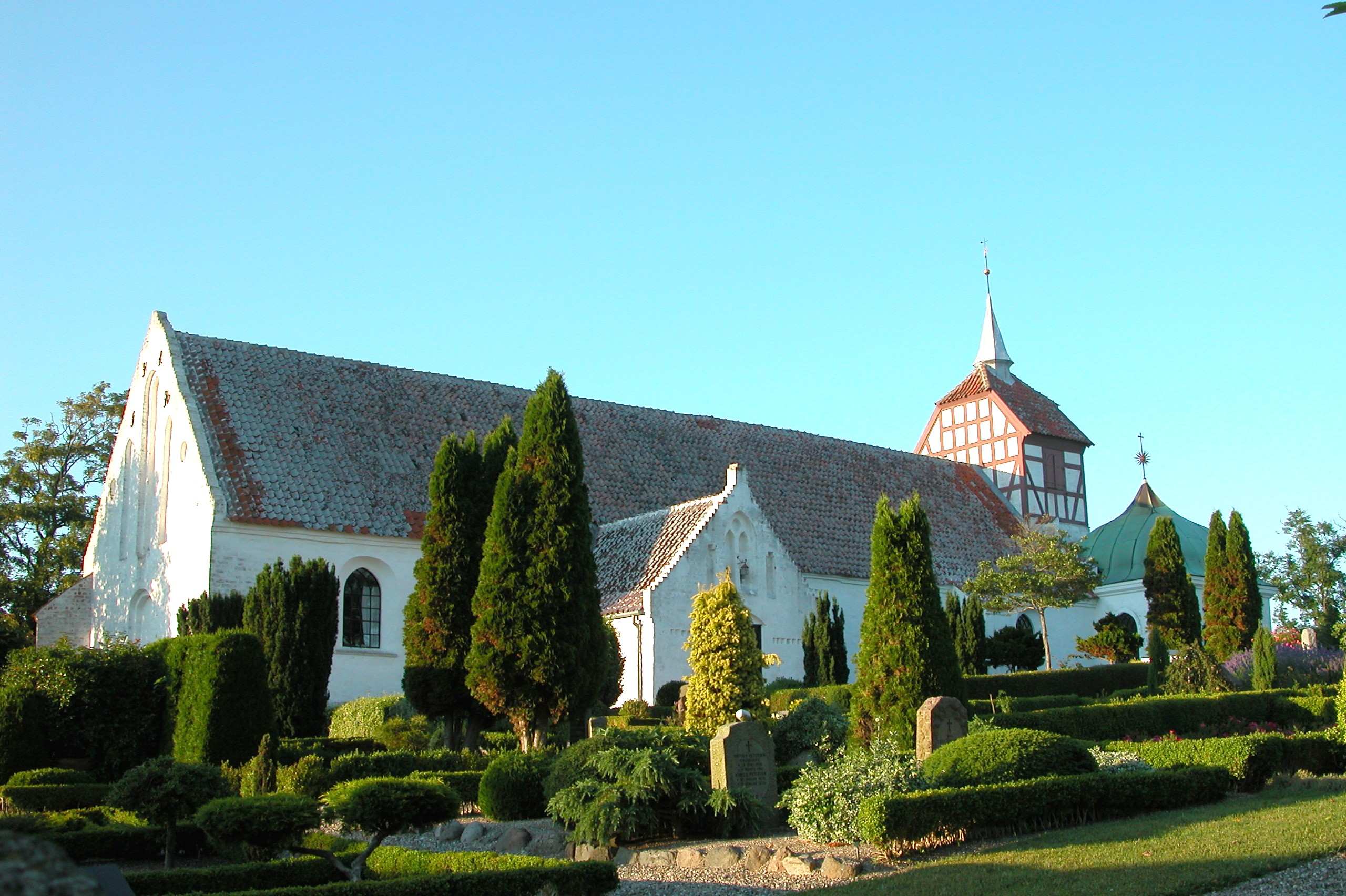
Viby Kirke

Viby Sogn ist eine Kirchspielsgemeinde (dän.: Sogn)
auf der Halbinsel Hindsholm im äußersten Nordosten der Insel Fyn (dt.: Fünen)
im südlichen Dänemark. Auch die östlich vorgelagerte unbewohnte Insel Romsø gehört zum Gemeindegebiet. Bis 1970 gehörte sie zur Harde Bjerge Herred im damaligen Odense Amt, danach zur Kerteminde Kommune im
Fyns Amt, die im Zuge der  Kommunalreform zum 1. Januar 2007 in der
„neuen“
Kerteminde Kommune in der Region Syddanmark aufgegangen ist.
Im Kirchspiel leben 255 Einwohner (Stand: 1. Januar 2023). Im Kirchspiel liegt die Viby Kirke.
Nachbargemeinden sind im Nordwesten Stubberup Sogn und Dalby Sogn, im Westen Mesinge Sogn und im Südwesten Kerteminde Sogn.